# Longyangxia (köpinghuvudort i Kina, Qinghai Sheng, lat 36,13, long 100,90)
Longyangxia (kinesiska: 龙羊峡, 龙羊峡镇) är en köpinghuvudort i Kina. Den ligger i provinsen Qinghai, i den nordvästra delen av landet, omkring 96 kilometer sydväst om provinshuvudstaden Xining. Antalet invånare är 6 578. Befolkningen består av 3 117 kvinnor och 3 461 män. Barn under 15 år utgör 20,0 %, vuxna 15-64 år 74 %, och äldre över 65 år 5,0 %.
Runt Longyangxia är det glesbefolkat, med 10 invånare per kvadratkilometer. Longyangxia är det största samhället i trakten. Trakten runt Longyangxia består i huvudsak av gräsmarker.
Genomsnittlig årsnederbörd är 410 millimeter. Den regnigaste månaden är juli, med i genomsnitt 100 mm nederbörd, och den torraste är januari, med 3 mm nederbörd.